# Crisis de Zabern
La Crisis de Saverna fue una crisis sobre asuntos domésticos en el Imperio alemán, ocurrida durante el final de 1913. Su causa fueron los incidentes que se produjeron en la región de Saverna (al. Zabern, fr. Saverne), lugar de acuertelamiento de dos batallones del regimiento prusiano 99 de infantería, después de que un segundo teniente hubiera insultado a la población local. Los militares reaccionaron a las protestas con actos arbitrarios que no contaban con la necesaria cobertura legal[cita requerida]. Estas arbitrariedades condujeron a una discusión en el Parlamento imperial sobre las estructuras militares de la sociedad alemana así como sobre la posición del Gobierno imperial respecto al emperador Guillermo II. El asunto no sólo perjudicó la relación entre Alsacia-Lorena y el resto del Imperio, sino que condujo también a una pérdida substancial de la reputación del emperador.

## Los antecedentes de la crisis

### Las ofensas del teniente Forstner
El teniente de casi 20 años, Günter Freiherr von Forstner, se había expresado de forma ofensiva sobre los habitantes de Saverna, en el transcurso de una revista de tropas en dicho lugar, el 28 de octubre. A sus soldados les dijo: "Si les atacan, hagan uso de su arma; si durante esa acción apuñalan a uno de esos vaqueros, recibirán diez marcos de mi propio pecunio.“[cita requerida]
Además, advirtió a sus hombres con un lenguaje sumamente agresivo sobre posibles agentes franceses, que pudieran tratar de ganarlos para la Legión Extranjera francesa.

### Clamor popular y cerrazón de los militares
El 6 de noviembre, los periódicos locales Elsässer Anzeiger (Diario de Alsacia) y Zaberner Anzeiger (Diario de Saverna) informaron sobre los incidentes. En los días siguientes, la población protestó enérgicamente contra la actuación de los militares prusianos. El gobernador de Alsacia-Lorena, Karl von Wedel, solicitó ante el comandante, el general Adolf von Reuter, así como ante el general Berthold Deimling, el traslado del teniente. Pero desde el punto de vista militar, eso era incompatible con el honor del ejército imperial alemán. Al teniente se le condenó por tanto simplemente a seis días de arresto domiciliario. La postura oficial de los funcionarios de Estrasburgo, dada a conocer el 11 de noviembre, se limitaba a rebajar la importancia del incidente. Once días más tarde, se detenía a 10 miembros de la 5.ª. Compañía del Regimiento de Infantería 99, acusados de difundir en la prensa cuestiones reservadas sobre el incidente.
A pesar de ello, las protestas en la opinión pública continuaron. A la provocación contribuyó sin duda el que, tras cumplir su arresto domiciliario, el teniente continuase mostrándose en público sin ningún tipo de recato, acompañado por orden del comandante por cuatro soldados armados. En sus apariciones públicas, el teniente era frecuentemente insultado y denigrado, especialmente por jóvenes manifestantes, sin que los agentes de policía pudieran impedirlo. El mayor Adolf von Reuter solicitó al jefe del gobierno civil de la zona, Mahl, el empleo de la fuerza policial para restablecer el orden en las calles, o él mismo se haría cargo de la medida. Mahl, que siendo del lugar simpatizaba con la población local, rechazó la petición con la explicación de que el comportamiento de los manifestantes era pacífico y no violentaban ninguna ley.

### La escalada de la crisis
El día 28 se reunió una importante multitud ante las puertas del cuartel, lo que suscitó una extemporanea reacción de las tropas: Von Reuter ordenó al teniente Schadt, quien tenía en ese momento la responsabilidad de la guardia, que procediera a disolver a los manifestantes. El teniente mandó a la guardia desenfundar armas, y exigió por tres veces a los manifestantes que se disolvieran y regresaran a sus casas. Los soldados empujaron bajo la fuerza de las armas a los manifestantes en una cercana callejuela, y procedieron a numerosas detenciones, sin norma legal que las apoyara. Entre los detenidos figuraban el magistrado-juez presidente, dos jueces más y un fiscal del juzgado local de Zabern, que se encontraban en la calle por casualidad al salir a comer. 26 detenidos pasaron la noche en un sótano donde se almacenaba carbón, y los soldados registraron las sedes de ambos periódicos locales, a la búsqueda de información sobre los que hubíeran desvelado los actos de Forstner a la opinión pública. Se impuso el toque de queda en la ciudad y se colocaron ametralladoras en las calles.

## Desarrollo de la crisis

### Las primeras reacciones imperiales
El emperador se encontraba a la sazón en una cacería con Max Egon Fürst zu Fürstenberg en las posesiones de este en Donaueschingen. Aunque el viaje se había planeado con mucha anterioridad a los incidentes en Saverna, el desinterés imperial llamó desagradablemente la atención. Los rumores incluso hablaban de que la emperatriz, Augusta Victoria, había solicitado un tren especial para viajar hasta su esposo, y convencerle de la conveniencia de su regreso. Según el historiador Wolfgang Mommsen, el emperador Guillermo II no evaluó correctamente en ese momento la magnitud de la crisis. Los comunicados del gobernador Karl von Wedel, que éste enviaba a Donaueschingen y en donde describía los incidentes como excesivos y solicitaba una audiencia personal ante el emperador, eran contestados siempre con la referencia de que Guillermo II deseaba antes de ello recibir un informe completo de las autoridades militares de Estrasburgo (capital de Alsacia).
El 30 de noviembre, el ministro prusiano de guerra Erich von Falkenhayn, y algunos otros altos oficiales llegaban a Donaueschingen, y empezaban una serie de consultas que durarían 6 días. La opinión pública se enfureció aún más, ante la evidencia de que el emperador quería escuchar aparentemente sólo la visión del ejército. El Canciller del imperio, Theobald von Bethmann Hollweg, que se sentía cada vez menos consultado y más bajo presión, llegaba a la conferencia poco antes su final. El resultado era, desde el punto de vista crítico de parte de la sociedad, alarmante; el emperador aprobaba la actuación de los militares y no veía ningún indicio de que se hubieran excedido en sus atribuciones. Deimling envió un general de brigada a Saverna, que repuso el poder civil a partir del 1 de diciembre.

### Forstner vuelve a errar
El 2 de diciembre, un ejercicio de desfiles del ejército tenía lugar en Saverna. El desfile era observado entre otros por un zapatero que, a la vista del joven Forstner engallado y adornado, estalló en risas a las cuales se unieron algunos otros espectadores. Ante eso, el alférez perdió el dominio de sí mismo y derribó con su sable al zapatero, que resultó con heridas  importantes en la cabeza. Aquel acto de agresión emponzoñaba aún más el incidente.
Forstner fue condenado por un tribunal militar en primera instancia a sólo 43 días de arresto, la segunda instancia levantaba incluso totalmente la condena. A pesar de que cinco soldados armados le habían acompañado y el zapatero iba desarmado y era minusválido, los jueces interpretaban su acción como legítima defensa, dado que el zapatero se había hecho culpable del crimen de lesa majestad. En círculos militares Forstner recibió numerosos apoyos, dado que “había defendido el honor del ejército” con su violento acto.

### Moción de Confianza contra Bethmann Hollweg

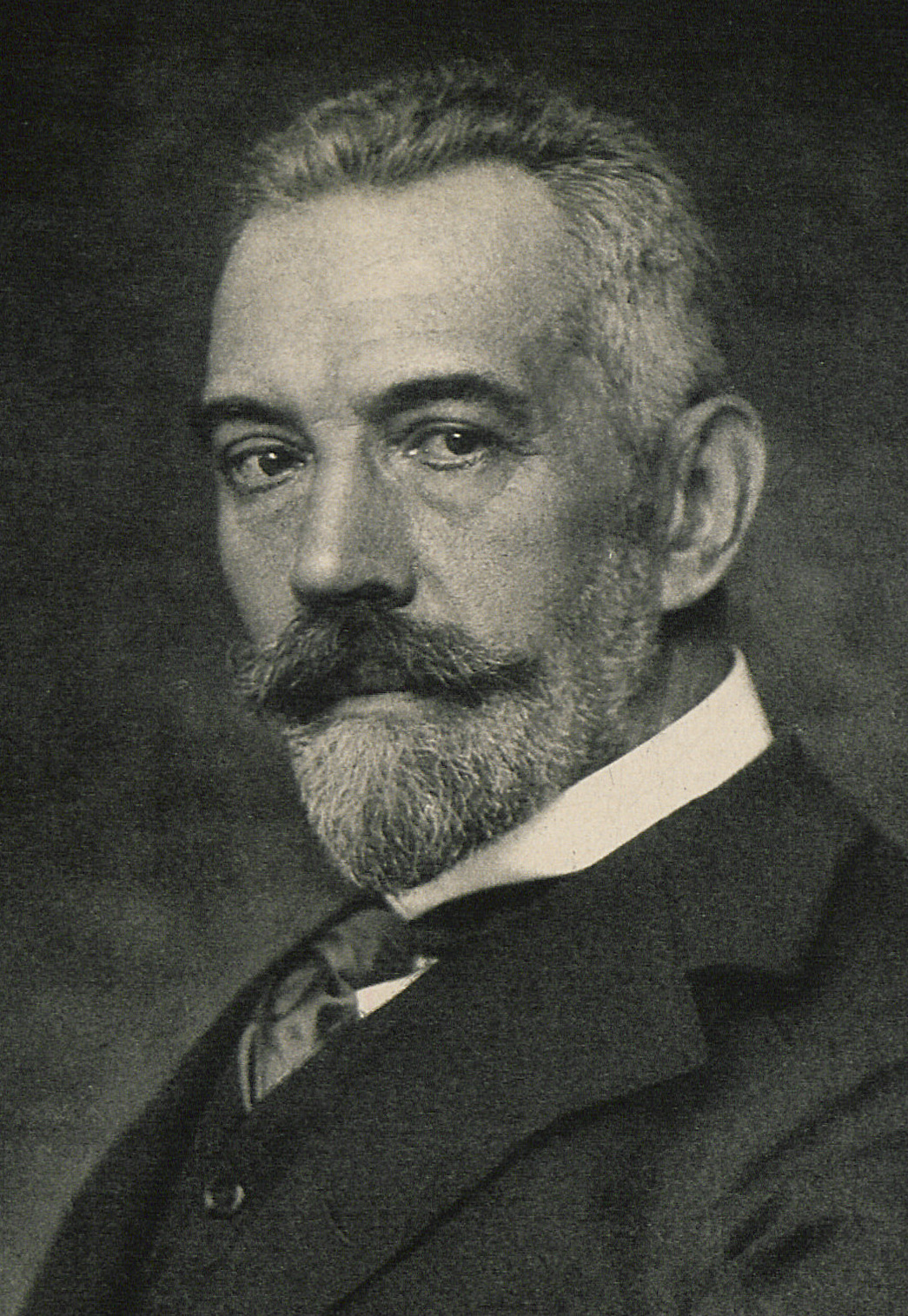
Theobald von Bethmann Hollweg.

Los acontecimientos en Saverna disparaban también fuertes debates en el Reichstag (parlamento alemán). El Centro (Partido Católico), el SPD y el Partido Popular Progresista elevaron una serie de preguntas parlamentarias al canciller. Tres diputados – Karl Hauss del Centro, Roser del partido Progresista y Jacques Peirotes de los socialdemócratas– abrían la discusión el 3 de diciembre, mientras exponían su punto de vista crítico sobre el incidente Saverna. Bethmann Hollweg pronunció un discurso final, en el que minimizaba el comportamiento de los militares. Según algunos observadores, parecía visiblemente nervioso y abatido. Después se expresaba por primera vez Falkenhayn ante el Reichstag. Defendió a los oficiales que sólo habrían cumplido con su deber, y atacó con virulencia a la prensa, a la que culpó de magnificar el incidente para intentar influir en el ejército.
Hasta este momento se habían hecho evidentes las diferencias de opinión del Reichstag y del canciller del imperio. El debate continuó al día siguiente, con un Bethmann Hollweg que se expresaba de nuevo sobre los acontecimientos. Si bien su segunda intervención causó una mejor impresión, ya era tarde para cambiar la opinión generalizada en el Reichstag. El 4 de diciembre el parlamento hacía uso, por primera vez durante la historia del imperio, de la posibilidad de un voto de censura, uso que le correspondía desde el año 1912. Con 293 votos a favor y cuatro abstenciones (con 54 votos en contra, que venían exclusivamente de las filas de los conservadores), el Parlamento desaprobaba la falta de respeto a la opinión mayoritaria del mismo, respecto al comportamiento del gobierno.
Sin embargo el voto no tuvo ningún efecto, razón por la cual el caso Saverna sirve desde entonces como ejemplo de las relaciones de poder en el imperio alemán de principios del siglo XX. Cuando el SPD pedía a Bethmann Hollweg sacar las consecuencias de la desaprobación del parlamento, éste se negaba y repetía depender sólo de la confianza del emperador. Así estaba previsto en el artículo XV de la constitución del estado. Por consiguiente, solo el emperador podía nombrar un nuevo canciller del imperio, decisión a la que este se negaba con vehemencia, deseando evitar una mayor influencia del sistema parlamentario sobre la vida del Imperio. A esto se unía que el canciller negaba la validez de las conclusiones parlamentarias, ya que a su juicio el sistema de partidos y el control parlamentario sólo tenía un valor secundario en el Imperio.
Un intento del SPD para rechazar los presupuestos anuales, y forzar de esa manera la dimisión del canciller del imperio el 9 de diciembre, no encontró apoyos suficientes. Sólo el Partido Polaco apoyaba las pretensiones de los socialdemócratas.

### Protestas en todo el Imperio
Ya el 28 de noviembre, el concejo municipal de Saverna se había dirigido en un telegrama al emperador Guillermo II, a Bethmann Hollweg y a Falkenhayn, protestando por las detenciones arbitrarias de sus ciudadanos. Dos días más tarde, 3.000 participantes en una asamblea convocada por el SPD en Mülhausen (capital de Lorena), se manifestaban contra los abusos de los soldados. En una resolución, calificaban la situación del estado como de dictadura del ejército, y pedían oponerse a ello, si fuera necesario mediante huelgas. En Estrasburgo, los alcaldes de varias ciudades de Lorena y de Alsacia reclamaban el 2 de diciembre al emperador la toma de medidas para garantizar la protección de sus habitantes contra las arbitrariedades del ejército.
Una ola de oposición se extendió por todo el imperio; especialmente en los distritos donde el SPD tenía sus feudos, reinaba el horror sobre la actuación de los militares. El 3 de diciembre, la ejecutiva nacional del SPD convocó a todas las organizaciones del partido a manifestarse contra el incidente. Cuatro días más tarde, se celebraron en 17 ciudades alemanas, entre ellas Berlín, Breslau, Chemnitz, Duisburgo, Düsseldorf, Elberfeld, Colonia, Leipzig, Mülheim, Múnich, Solingen y Estrasburgo, los socialdemócratas se manifestaban contra el despotismo de los ejércitos y pedían la dimisión de Bethmann Hollweg así como de Falkenhayn. En los acontecimientos de Saverna cristalizaba un movimiento popular contra el militarismo y por la defensa de los derechos de las minorías nacionales en el imperio alemán. Sin embargo ni el gobierno ni el emperador no debía ser reconocido. Para ir a otros problemas de momento del camino, el emperador parecían tener intenciones de ceder. Para evitar de momento males mayores, este último ordenaba el 5 de diciembre desde Donaueschingen el traslado interino de las unidades desde Saverna. En los siguientes dos días, las tropas se trasladaron a Oberhofen (en Hagenau) y a Bitsch.
Otras oposiciones fueron ahogadas. El consejo de guerra en Estrasburgo condenaba el 11 de diciembre a dos reclutas de Saverna a tres y seis semanas de arresto militar, respectivamente. La razón era que habían confirmado públicamente las expresiones ofensivas deForstners. La policía de Estrasburgo intervino el 17 de diciembre, a petición del Cuartel General del XIV Cuerpo de Ejército, un disco fabricado por la firma de gramófonos Cromer und Schrack. El disco revelaba en diálogos con redoble de tambores como música de fondo, los sucesos en el marco de los incidentes de Zabern. Además, las autoridades militares exigían el procesamiento penal, justificado en la ofensa a oficiales alemanes. En consecuencia, las protestas decayeron bruscamente.

## Consecuencias de la crisis

### El proceso contra von Reuter y Schadt
Del 5 al 10 de enero de 1914, ante el consejo de guerra en Estrasburgo se celebró la vista de la causa contra ambos responsables principales, y se declaraba inocente a Reuter y al alférez Schadt de la acusación de haber hecho uso ilegítimo de la policía civil. El tribunal se disculpaba por las actuaciones de los soldados, pero adjudicaba sin embargo la culpa a las autoridades civiles, cuya tarea habría sido cuidar del orden. Con esto, se remitía a una orden de gabinete prusiano de 1820. Según la orden, el funcionario del ejército estacionado en una ciudad tenía la capacidad para hacerse cargo de la legalidad, si la administración civil descuidaba la protección del orden público. Dado que los acusados habían actuado según estas disposiciones, no podían ser condenados.
Mientras que muchos ciudadanos liberales que habían seguido el proceso con interés estaban amargamente desilusionados, un gran júbilo sobre el resultado del juicio se extendía entre los militares; incluso todavía en la misma sala de audiencia se felicitaba a los acusados. También Guillermo II se mostraba visiblemente contento y envió a von Reuter, incluso a vuelta de correo, una condecoración. El Ejército abandonaba el escenario como ganador y muy seguro de sí mismo; se había confirmado a pesar de todo que era intocable en el Imperio.

### Regulación legal de la intervención militar en el país
El 14 de enero, el Reichstag decidía crear un comité que debía regular legalmente los derechos del ejército frente al poder civil. Dos solicitudes, de Ernesto Bassermann, presidente del Partido Liberal Nacional (NLP), y del político del Centro (partido católico) Martin Spahn, solicitando al gobierno imperial la aclaración de las competencias civiles frente a las instancias militares, fueron aprobadas en el parlamento por mayoría diez días más tarde. El resultado, la "Prescripción sobre el uso del arma en el Ejército y su cooperación en la represión de revueltas interiores", fue firmada por el emperador el 19 de marzo. En la orden se prohibía al ejército prusiano intervenir arbitrariamente en las competencias de las autoridades civiles. La ley tuvo vigencia hasta el 17 de enero de 1936, cuando los nacionalsocialistas la sustituyeron por la "Prescripción sobre el uso del arma en la Wehrmacht“.

### Resurgimiento del debate en la Cámara de Diputados
El jurista Franz von Liszt provocó un nuevo debate en el Parlamento, cuando puso en tela de juicio la legalidad de la orden ministerial del año 1820. El 23 de enero, Bethmann Hollweg confirmó la vigencia y legalidad de la orden, legitimando con ello la actuación militar en Saverna.

### Consecuencias para Alsacia-Lorena
La relación entre Alsacia-Lorena y el imperio alemán sufrió enormemente por el incidente. Los habitantes de Alsacia y Lorena se sentían sin protección frente a la arbitrariedad del ejército alemán, más que nunca anteriormente. La segunda Cámara del parlamento de Alsacia, se expresaba en una resolución el 14 de enero sobre los incidentes. Mientras que se defendía el comportamiento de la autoridad civil, se condenaba la acción del ejército así como la absolución del comandante von Reuter. Además, el parlamento publicaba el 16 de junio una prescripción según la cual en el futuro todos los obligados a cumplir el servicio militar, debían cumplirlo sólo fuera del territorio anexionado por el Imperio (es decir, Lorena-Alsacia).
Debido al caso Saverna se produjeron cambios en los cargos, por los que las dos posiciones más importantes en la Lorena y Alsacia sufrieron un cambio. El 31 de enero, el Secretario de Estado, Hugo Freiherr Zorn por Bulach, era sustituido por el consejero superior del presidente de Potsdam, Siegfried Graf von Roedern. El gobernador imperial, Karl Graf von Wedel, se despedía el 18 de abril, lo que llevó al emperador, para decepción de los habitantes de Alsacia, a nombrar en su lugar al hasta entonces ministro de Interior, el prusiano Johann von Dallwitz. Dallwitz era un encendido defensor del estado totalitario y rechazaba la validez de la Constitución que el parlamento se había otorgado en el año 1911.
La llegada de la Primera Guerra Mundial, impidió sin embargo que la brecha abierta entre el imperio y la región de Lorena-Alsacia se hiciera más profunda.

## Citas contemporáneas a la crisis
- „Immer feste druff! (¡Duro y a la cabeza!)“ (Príncipe Heredero Guillermo de Prusia, hijo del Káiser, en un telegrama)
- „Leben wir in einer südamerikanischen Republik, wo jeder Oberst den Gerichtsbehörden das Gesetz diktieren darf, und hängen bei uns Leben und Freiheit der Bürger von den Entschlüssen einer Kasinogesellschaft ab? (¿Es que vivimos en una república suramericana, donde cualquier coronel puede dictar normas a las autoridades judiciales?, y ¿dependen entre nosotros la vida y la libertad de los ciudadanos de las decisiones que se negocian en los casinos de oficiales?)“ (Theodor Wolff, periodista y escritor)
- „Und ist nicht das Morden und das Verstümmeln im Kriege der eigentliche Beruf und die wahre Natur jener 'Militärbehörden', deren gekränkte Autorität in Zabern die Zähne gezeigt hat? (¿No son acaso el asesinato y la mutilación de la guerra la verdadera profesión y la real naturaleza de esos mandos militares que, ofendida su autoridad, en Saverna han enseñado los dientes?“ (Rosa de Luxemburgo)[2]